# Джин Вулф
Джин Вулф (англ. Gene Wolfe; 7 травня 1931, Нью-Йорк, США — 14 квітня 2019, Піорія, Іллінойс) — американський письменник-фантаст, лауреат багатьох премій у галузі фантастики, зокрема премії «Гросмейстер фантастики» за заслуги перед жанром (2013).

## Біографія
Вулф народився 7 травня 1931 року в Брукліні, Нью-Йорк, у родині Марії Олівії Айерс та Емерсона Лероя Вулфа. У дитинстві переніс поліомієліт. Його дитинство та юність пройшли в Техасі
У 1949—1952 роках Джин Вулф відвідував Техаський університет A&M, найдешевший коледж, що спеціалізувався на тваринництві й механіці. 1952 року він полишив навчання і, втративши відстрочку від призову, був мобілізований для участі в Корейській війні. Вулф перебував на військовій службі в армії США 1952—1954 роки, служив у 7-й піхотній бригаді, брав безпосередню участь у боях, про що свідчить почесний Знак бойового піхотинця.
Після повернення додому, завдяки пільгам на навчання у вищій школі для ветеранів війни (так званий G.I. Bill), Вулф вступив до Х'юстонського університету. 1956 року він закінчив навчання, здобувши ступінь бакалавра в галузі машинобудування (англ. BSME). До того ж року, за його власними спогадами, належать перші письменницькі спроби.
У листопаді 1956 року Джин одружився з подругою дитинства Розмарі Френсіс Дітч, з нею прожив до 2013 року, коли вона померла. У шлюбі вони народили двох синів і двох дочок.
Зі шлюбом Вулфа пов'язана важлива подія, що надалі відбилася на його творчості: він перейшов у католицтво. За словами Вулфа, його батько не мав твердих релігійних переконань, але мати була пресвітеріанкою і Джин виріс з відповідними поглядами. Але майбутня дружина була католичкою, весілля мало бути католицьким, і Вулф повинен був ознайомитися з певними догмами, що врешті викликали його глибоку зацікавленість. Згодом у цьому шлюбі народилося четверо дітей: Рой, Мадлен, Тереза, Метью. Подружжя прожило разом майже шістдесят років, до смерті Розмарі, яка страждала на хворобу Альцгеймера, 2013 року.
Вулф працював інженером проєкту в Procter & Gamble в 1956—1972 роках. Наступним місцем його роботи був технічний журнал Plant Engineering, де він в 1972—1984 роках обіймав посаду старшого редактора і керував напрямком робототехніки.
У вільний час Джин Вулф писав оповідання. Ще у студентські роки оповідання The Case of the Vanishing Ghost (1951) з'явилося в студентському часописі The Commentator. Перша комерційна публікація сталася в еротичному журналі Sir!, де 1965 року надруковано The Dead Man.
1984 року Джин Вулф звільнився і присвятив себе виключно письменницькій кар'єрі.
Помер у Піорії (Іллінойс) 14 квітня 2019 року після тривалої боротьби з серцевими захворюваннями.

## Творчість
Вулф вказує на Джека Венса та Г. К. Честертона, як на письменників, що мали на нього перший та найважливіший вплив.
Наприкінці 60-х років оповідання Джина Вулфа почали з'являтися в різних фантастичних журналах та антологіях, зокрема в часописі Orbit Деймона Найта. Згодом Вулф із вдячністю відзначав допомогу, що Найт надав йому з редагуванням перших творів.
Перший зі створених Вулфом романів, «Операція „Арес“» (1970), був невиразним і лишився непоміченим. Наступні роботи, «П'ята голова Цербера» (1972) та «Мир» (1976), мали дуже позитивну критику і принесли авторові справжній успіх. «Мир» — це некваплива історія Денніса Олдена Віра, людини багатьох секретів, що оглядається на своє колишнє життя в загадкових обставинах. «П'ята голова Цербера» — це збірка з трьох сюжетно пов'язаних, але хронологічно непослідовних повістей, присвячена колонізації, пам'яті та природі усвідомлення ідентичності. Повісті створені як фолкнерівський роман: кожна наступна частина розкриває черговий аспект великого пазлу, досягаючи повної ясності тільки в цілому. 1973 року перша повість номінувалася на премії «Г'юго» та «Неб'юла».
Найвідоміший з творів Вулфа — тетралогія «Книга Нового Сонця». Сюжет розгортається в похмурому майбутньому і має схожість із серією «Вмираюча Земля» Джека Венса і розповідає історію життя Северіана, учня, а згодом підмайстра Гільдії катів, якого виключено з гільдії за виявлене співчуття до однієї з жертв тортур. У чотирьох книгах Северіан викладає свою історію від першої особи («Тінь ката» (1980), «Пазур миротворця» (1981), «Меч ліктора» (1982) і «Цитадель автарха» (1983). Книга «Урд Нового Сонця» (1987) завершує деякі з розпочатих раніше сюжетних ліній, але зазвичай вважається самостійною роботою. У 1990-х роках Вулф випустив ще дві серії книг, події в яких відбуваються у тому ж всесвіті. Перша, «Книга Довгого Сонця», складається з романів Nightside of the Long Sun (1993), Lake of the Long Sun (1994), Caldé of the Long Sun (1994) і Exodus From the Long Sun (1996). Ці історії присвячені священнику невеликої спільноти, залученому в політичні інтриги та махінації в місті-державі. Ще один сиквел, написаний Вулфом, має назву «Книга Короткого Сонця» і складається з On Blue's Waters (1999), In Green's Jungles (2000) і Return to the Whorl (2001). Всі чотири романи (три «Книги…» і «Урд…») критики об'єднують у «Сонячний цикл».
1986 року Джин Вулф створив роман «Солдат туману» (Soldier of the Mist), історію найманця в армії царя Ксеркса у 479 році до н. е. на ім'я Латро, та його пригод після поразки перського вторгнення до Греції. Покараний богами Латро страждає на амнезію і через це пам'ятає події лише попередньої доби, проте може бачити богів і спілкуватися з ними. Автор роману виступає в ролі перекладача записаних Латро спогадів-сувоїв. Латро розповідає лише те, що він може пригадати в дні, коли він здатен згадувати, або коли пам'ятає, як писати. Художній засіб «ненадійного оповідача» дозволяє Вулфу занурювати читача в події, причини яких стають зрозумілими кількома главами пізніше, а важливі сюжетні розробки відбуваються поза межами оповіді й виявляються лише через деякий час після того, як вони сталися. Роман був відзначений премією «Локус» 1987 року за найкращий фентезійний роман і номінувався на Всесвітню премію фентезі та «Неб'юла». Цикл був продовжений Soldier of Arete (1989) і, після сімнадцятирічної перерви, романом Soldier of Sidon (2006), переможцем Всесвітньої премії фентезі 2007 року.

## Стилістичні особливості
«Ненадійний оповідач» широко присутній у творчості Вулфа. Іноді такий оповідач — це людина просто наївна (Pandora by Holly Hollander, The Knight), або не дуже розумна (There Are Doors), або не завжди чесна із читачем («Книга Нового Сонця»). Герой «Книги Нового Сонця» Северіан, на відміну від Латро, пам'ятає все, але це не робить його більш надійним оповідачем. Вулф каже, що «той факт, що він пам'ятає все, не означає, що він не висвітлюватиме події згідно із власними уявленнями та уподобаннями». Северіан вільно обирає те, що, на його думку, має знати читач, інколи він втрачає довіру до власного судження, в якийсь момент він навіть визнає, що він може бути божевільним. Хоча цей стилістичний засіб вимагає більшої уваги з боку читача, він відкриває більш широкий і глибокий простір для інтерпретації історій. «Справжні люди завжди ненадійні оповідачі, навіть намагаючись ними бути», — пояснює Вулф.
Особливість творів Вулфа, відзначає Ларрі Маккафері, частково полягає у винахідливості та інтелектуальності, які він привносить до кожного великого та малого питання, але ще більше вона пов'язана з чудовим даром стиліста. У його найкращих творах — «Спокій», «Острів Доктора Смерть та інші оповідання» та чотиритомній «Книзі Нового Сонця» — проза Вулфа зачаровує, вражає та спокушає своїм ліризмом, ексцентричним словником та дивовижною метафоричністю.
Джин Вулф — найвидатніший з англомовних письменників сьогодення. [...] Шекспір був кращим стилістом, Мелвілл був важливіший для американської літератури, а Чарльз Дікенс зіграв більшу роль у створенні персонажів. Але серед живих письменників ніхто не може навіть наблизитися до Джина Вулфа у яскравості прози, ясності думки і глибині змісту.
Оригінальний текст (англ.)
[Gene Wolfe is the greatest writer in the English language alive today. Let me repeat that: Gene Wolfe is the greatest writer in the English language alive today! I mean it. Shakespeare was a better stylist, Melville was more important to American letters, and Charles Dickens had a defter hand at creating characters. But among living writers, there is nobody who can even approach Gene Wolfe for brilliance of prose, clarity of thought, and depth in meaning..] Помилка: [undefined] Помилка: {{Lang}}: немає тексту (допомога): текст вже має курсивний шрифт (допомога)— Майкл Свонвік

## Нагороди
- 1973: Премія «Неб'юла» за найкращу повість «Смерть доктора Айленда» (англ. The Death of Doctor Island)[24]
- 1974: Премія «Локус» за найкращу повість «Смерть доктора Айленда» (англ. The Death of Doctor Island)[25]
- 1978: Премія «Райслінг» за найкращу поему The Computer Iterates the Greater Trumps[26]
- 1981: Премія «Неб'юла» за найкращий роман «Пазур миротворця» (англ. The Claw of the Conciliator)[27]
- 1981: Всесвітня премія фентезі за найкращий роман «Тінь ката» (англ. The Shadow of the Torturer)[28]
- 1981: Премія Британської асоціації наукової фантастики за найкращий роман «Тінь ката» (англ. The Shadow of the Torturer)[29]
- 1982: Премія «Локус» за найкращий фентезійний роман «Пазур миротворця» (англ. The Claw of the Conciliator)[30]
- 1983: Британська премія фентезі за найкращий роман «Меч ліктора» (англ. The Sword of the Lictor)[31]
- 1983: Премія «Локус» за найкращий фентезійний роман роман «Меч ліктора» (англ. The Sword of the Lictor)[32]
- 1987: Премія «Локус» за найкращий фентезійний роман «Солдат туману» (англ. Soldier of the Mist)[33]
- 1984: Меморіальна премія імені Джона Кемпбелла «Цитадель автарха» (англ. The Citadel of the Autarch)
- 1985: Премія «Аполло» за роман «Цитадель автарха» (фр. La Citadelle de l'autarque)[34]
- 1989: Всесвітня премія фентезі за найкращу збірку «Поверхи старого готелю» (англ. Storeys from the Old Hotel)[28]
- 1989: Меморіальна премія імені Едварда Е. Сміта («Жайворонок») за внесок у розвиток фантастики[35]
- 1995: Премія Deathrealm Award в галузі фантастики жахів за збірку Bibliomen[36]
- 1996: Всесвітня премія фентезі: «За заслуги перед жанром»[28]
- 1999: Премія «Італія» за найкращий міжнародний роман «Урд Нового Сонця» (англ. The Urth of the New Sun)[37]
- 2005: Премія «Локус» за найкращу повість «Далечінь Золотого міста» (англ. Golden City Far)[38]
- 2007: Зал слави наукової фантастики[39]
- 2007: Всесвітня премія фентезі за найкращий роман «Солдат Сідона» (англ. Soldier of Sidon)[28]
- 2010: Всесвітня премія фентезі за найкращу збірку «Найкраще від Джина Вулфа» (англ. The Best of Gene Wolfe)[28]
- 2010: Премія «Локус» за найкращу збірку «Найкраще від Джина Вулфа» (англ. The Best of Gene Wolfe)[40]
- 2013: Меморіальна премія «Гросмейстер фантастики» імені Деймона Найта[41]